# Akcelerator wysokiej częstotliwości
Akcelerator wysokiej częstotliwości – akcelerator cząstek przyspieszający je za pomocą pola elektrycznego o wysokiej częstotliwości. Do tego rodzaju akceleratorów należą: cyklotron, synchrocyklotron, mikrotron, synchrotron protonowy i elektronowy, akceleratory z falą bieżącą i stojącą.
Ich cechą jest to, że cząstki przyspieszane muszą przebiegać przez przestrzeń akceleracyjną wyłącznie wtedy, gdy pole przyspieszające ma właściwy kierunek. W przeciwnym razie, cząstka albo nie będzie doznawać przyspieszenia (brak pola), albo będzie hamowana (pole w niewłaściwym kierunku).